# 日本のキリシタン一覧
日本のキリシタン一覧は、戦国時代末期から明治時代初期までの日本の著名なキリシタン（当時のキリスト教徒）とその関係者の一覧。

## イエズス会の宣教師（伴天連 バテレン）
- フランシスコ・ザビエル （1506年頃 - 1552年）- 日本を初めて訪れた。
- コスメ・デ・トーレス - (1510年 - 1570年) サビエルと共に来日し、その後を継いだ。
- ルイス・フロイス - (1532年 - 1597年) 慶長2年5月24日 「日本史」を執筆したことで有名。
- ルイス・デ・アルメイダ - (1525年? - 1583年) 医師にして商人出身、日本最初の病院・孤児院を設立。
- ガスパル・ヴィレラ (1522年 - 1572年) - 京都布教を開始。
- グネッキ・ソルディ・オルガンティノ - 京都を中心に活躍。
- フランシスコ・カブラル - 日本地区布教長。トーレスの後を継ぐが、ヴァリニャーノと意見を異にして罷免。
- アレッサンドロ・ヴァリニャーノ (1539年 - 1606年) - 東インド管区巡察師。総長の名代として日本を視察。
- ガスパール・コエリョ (1530年 - 1590年）- カブラルの後任。初代日本準管区長。
- ペドロ・ゴメス (1535年 - 1600年) - 第2代日本準管区長。西洋の学問を紹介した。
- カルロ・スピノラ (1564年 - 1622年) - 数学者。「元和の大殉教」で処刑される。
- ジロラモ・デ・アンゼリス（1568年 - 1623年）- 東北、蝦夷地方を中心に宣教を行った。蝦夷地を初めて訪れたヨーロッパ人でもある。
- ベント・フェルナンデス(1579年 - 1633年）27年間の日本宣教中、京都の大殉教などローマへ書簡を多く書き送る。長崎にて穴吊刑で殉教。
- クリストヴァン・フェレイラ (1580年 - 1650年) - 拷問の末に棄教して「転びバテレン」に。
- ジュゼッペ・キアラ - 拷問の末に棄教して「転びバテレン」に。
- ジョヴァンニ・バッティスタ・シドッティ（1668年 - 1714年） - 新井白石は　シドッティとの対話から得た知識をまとめ、『西洋紀聞』と『采覧異言』を著した。

## フランシスコ会の宣教師
- ペトロ・バプチスタ - 日本二十六聖人の中心的殉教者。
- ルイス・ソテロ - 支倉常長をローマへ案内。

## 日本人司祭・修道者
- 鹿児島のベルナルド - ザビエルに見出され、ヨーロッパに学ぶも同地で病没。
- ロレンソ了斎 - イエズス会士、修道者（イルマン）。元琵琶法師、サビエルの協力者。
- セバスチャン木村（フランス語版） - 肥前国平戸の出身。イエズス会士。最初の日本人司祭 [1] [2]。
- ペトロ岐部 - イエズス会士。ローマで叙階。日本人として初めてエルサレムを訪問。
- ディオゴ結城 - 禁教下で20年にわたって宣教活動を続け、殉教。
- ミゲル・ミノエス - イエズス会士。コインブラ大学にて日本人初の哲学の学位を取得。
- 小西マンショ - イエズス会士。「最後の日本人司祭」。
- トマス西 - ドミニコ会司祭。
- トマス荒木
- ハビアン

## キリシタン大名・キリシタン武将・武士

### あ行
- 安威了佐（シモン）-豊臣秀吉の右筆。
- 明石全登（ジュスト、ジョアン、ジョアニー、ヨハネ） - 宇喜多家の客将。関ヶ原の戦い、大坂の陣で活躍後行方不明。
- 甘粕信綱（ルイス） - 甘糟景継の次男。殉教。
- 天草鎮種（ドン・ミュッセル） - 天草種元の父と伝わる武将。伊豆守。
- 天草種元（ジョアン） - 天草五人衆。
- 天草久種（ドン＝ジョアン） - 天草種元の子。天草五人衆。
- 天野元信 - 熊谷元直娘婿。後に殉教者として列福。
- 有馬義貞（アンドレ） - 肥前日野江（島原）領主。
- 有馬晴信（プロタジオ） - 有馬義貞の次男。岡本大八事件で刑死。
- 有馬直純（サンセズ） - 有馬晴信の子、棄教後は迫害者に転じる。
- 石橋忠義（サンチョ） - 室町幕府御一家である石橋氏当主。織田信長より追放された後、松永久秀に身を寄せた際に入信。
- 池田教正（シメアン） - 丹後守。
- 伊智地文大夫（パウロ）
- 一条兼定（ドン・パウロ） - 土佐中村一条家当主。大友義鎮の甥であり娘婿。
- 市橋兵吉
- 一部勘解由（ドン・ジョアン）- 籠手田安昌の子、籠手田安経の弟。
- 一部正治（バルタザル） - 一部勘解由の子。
- 伊東祐勝（ジェロニモ） - 伊東義賢の弟。
- 伊東義賢（バルトロメオ） - 伊東義祐の嫡孫。母方縁戚・大友宗麟の影響でキリシタンとなる。
- 宇喜多休閑（久閑）
- 宇久純尭（ドン＝ルイス） - 五島島主。宇久純定の次男。五島純玄の父。
- 宇久純定 - 宇久純尭、五島玄雅の父。
- 大谷吉継？
- 大友義鎮（ドン・フランシスコ） - 豊後領主。代表的なキリシタン大名の一人。宗麟の法号で知られている。
- 大友親家（セバスチャン） - 大友義鎮の次男。田原親貫の養子。
- 大友親盛（パンタレアン） - 大友義鎮の三男。田原親賢の養子。
- 大友義統（コンスタンチノ） - 大友義鎮の長男。棄教。
- 大村純忠（バルトロメオ） - 日本最初のキリシタン大名。
- 大村喜前（サンチョ） - 大村純忠の子。棄教。
- 大矢野種基（ジャコべ） - 天草五人衆。
- 大矢野種量（ジョアン） - 大矢野種基の子。天草五人衆。
- 岡越前守 - 宇喜多氏家臣。
- 岡清長 - 岡定俊の甥。
- 岡定俊
- 小笠原権之丞
- 小笠原玄也 - 小笠原秀清の三男。殉教。
- 小笠原長良 - 小笠原秀清の次男。棄教。
- 長船綱直 - 宇喜多氏家臣。
- 織田長益（ジョアン） - 織田信長の弟の一人。利休七哲の一人。
- 織田信秀 (侍従) - 織田信長の六男。
- 織田秀信（ペトロ） - 織田信忠の嫡男、信長の嫡孫。
- 織田秀則（パウロ） - 織田信忠の次男、信長の孫。

### か行
- 加賀山興良（ディエゴ） - 通称隼人、高山右近、蒲生氏郷、細川忠興らに仕える。1619年、禁教令に叛いて殉教、斬首された。
- 蒲生氏郷（レオ） - 日野、会津を領す。
- 蒲生郷成
- 蒲生郷安
- 木下勝俊（ペテロ） - 若狭小浜城主。北政所（ねね）の甥。
- 岐部信泰 - 大友家臣。石垣原の戦いで戦死。
- 木村清久（ジョアン） - 豊臣家臣。大坂夏の陣で戦死。
- 京極高吉 - 晩年に受洗するも急死。
- 京極高次 - 秀吉、家康に仕えて近江大津、若狭小浜を領す。
- 京極高知 - 秀吉、家康に仕えて信州伊奈、丹後宮津を領す。
- 清田鎮忠 - 大友家臣。
- 熊谷元直（メルキオール） - 安芸熊谷氏。後に主君の毛利輝元により処刑される。死後、殉教者として祭られる。
- 黒田直之（ミゲル） - 黒田孝高の弟。黒田二十四騎の一人。
- 黒田長政（ダミアン） - 棄教後、迫害者に転じる。
- 黒田孝高（シメオン） - 官兵衛の通称と如水の号で知られる。豊臣秀吉の家臣。
- 黒田利高 - 黒田孝高の同母弟。黒田二十四騎の一人。
- 黒田利則 - 黒田孝高の同母弟。黒田二十四騎の一人。
- 上津浦鎮貞 - 天草五人衆。
- 上津浦種直（ドン＝ホクロン） - 天草五人衆。
- 籠手田安一（ジェロニモ） - 籠手田安経の子。
- 籠手田安経（アントニオ） - 平戸松浦氏重臣。日本キリシタンの礎石と仰がれる。1550年代に受洗。
- 籠手田安昌（ルイス） - 籠手田安経の父。
- 五島純玄（ドン＝ルイス） - 宇久純尭の子。
- 五島玄雅（ルイス） - 宇久純定の四男。棄教。
- 小西如清（ベント） - 小西隆佐の長男。
- 小西主殿介（ペトロ） - 小西隆佐の子、小西行長の異母兄。
- 小西行景（ジョアン） - 小西隆佐の三男。
- 小西行重（ドン・ヤコボ（ヤコブ） - 小西氏家老。
- 小西行長（アウグスティノ） - 関ヶ原敗戦後、キリシタンであるため切腹を拒み刑死。
- 小西隆佐（ジョウチン） - 小西如清、主殿介、行長、行景の父。
- 小早川秀包（シマオ） - 毛利元就の子、小早川隆景の養子。筑後国久留米城主。

### さ行
- 税所敦朝（レオ） - 北郷三久家臣。薩摩の殉教者。
- 坂崎直盛（パウロ） - 宇喜多忠家の子。石見津和野藩主。
- 三箇頼連（マンショ） - 三箇頼照の子。
- 三箇頼照（サンチョ） - 明智光秀に味方し没落。
- 志賀親次（ドン＝パウロ） - 大友義統家臣。島津軍の侵攻を何度も食い止めた。
- 志岐鎮経（麟泉）（ドン＝ジョアン） - 後に棄教し、迫害側に回る。
- 志岐諸経 - 有馬晴純の五男。志岐麒泉の養子。親重、親弘？
- 斯波義銀?（サンショ?） - 尾張守護斯波義統の子。但し実際には同時期に共に追放された石橋忠義（サンチョ）と混同されたものと思われる。
- 柴田礼能 - 大友氏家臣。
- 栖本鎮通（バルトロメウ） - 天草五人衆。
- 栖本親高（ジョアン）- 栖本鎮通の子。天草五人衆。
- 瀬田左馬丞
- 宗義智（ダリオ） - 対馬領主。小西行長の娘マリアを妻に迎えたときに受洗したが、関ヶ原の合戦後すぐに棄教、マリアも離縁した。

### た行
- 高山友照（ダリオ） - 飛騨守。高山右近の父。畿内における最初期のキリシタン大名の一人。
- 高山右近（ドン・ジュスト） - 代表的なキリシタン大名。一時、明石城主。追放先のマニラで客死。
- 田中吉政（バルトロメオ）
- 田原親虎（シマン） - 公卿柳原氏から田原親賢の養子。
- 筒井定次 - 筒井順国の長男。筒井順慶の養子。
- 津軽信堅 - 津軽為信の次男。
- 津軽信建 - 津軽為信の長男。
- 津軽信枚 - 津軽為信の三男。
- 佃又右衛門
- 寺沢広高（アゴスティニョ） - 棄教後は迫害者に転じる。
- 利光宗魚 - 大友家臣。
- 朝長純安（ドン＝ルイス） - 大村家臣。

### な行
- 内藤如安（ジョアン） - 追放され、マニラで客死。
- 中川秀休
- 長崎純景（ベルナルド）
- 新納久饒 - 新納康久の次男。
- 新納康久 - 鶴丸城主。
- 新納旅庵 - 新納康久の三男。

### は行
- 支倉常長（ドン・フィリッポ・フランシスコ） - 伊達政宗の家臣。
- 原胤信（ジョアン） - 江戸時代初期の旗本。
- 福田兼次（ジョーチ） - 大村家臣。福田城主。
- 畠山高政 - 河内国畠山氏の当主。晩年に帰依。
- 蜂須賀家政 - 蜂須賀正勝の子。
- 林田助右衛門（レオ） - 肥前国有馬氏四天王
- 細川興秋（ジョアン？） - 細川忠興の次男。
- 細川興元 - 細川幽斎の次男。細川忠興の弟。

### ま行
- 前田秀以（パウロ） - 前田玄以の長男。
- 前田茂勝（コンスタンチノ） - 前田玄以の次男。
- 前野長康
- 牧村利貞 - 利休七哲の一人。稲葉一鉄の孫。
- 益田好次 - 小西家臣。島原の乱の一揆軍の首謀者の一人。
- 松浦隆信（宗陽） - 松浦氏28代当主。松浦隆信（道可）の曽孫。江戸幕府の禁教令のため棄教。
- 真鍋貞成 - 第一次木津川口合戦で織田方に属して戦死した真鍋貞友（七五三兵衛）の子。ローマ法王に宛てた手紙に署名している。
- 三木半太夫 - パウロ三木の父。
- 毛利重政 - 豊後速水郡の内で1万石。豊後守。
- 毛利高政 - 豊後佐伯領主。伊勢守。
- 毛利元鎮（フランシスコ） - 小早川秀包の長男。

### や行
- 安富左兵衛尉徳円（ジョアン）- 有馬家臣。 入道の子。
- 安富入道徳円（シモン）- 有馬家臣。
- 矢野兼雲 - 島津家臣。
- 結城忠正（アンリケ） - 山城守。畿内における最初期のキリシタン大名の一人。
- 結城左衛門尉（アンタン） - 結城忠正の子。
- 結城弥平次（ジョルジュ） - 結城忠正の甥。小西家臣。
- 山科勝成（ロルテス） - 蒲生氏郷に召抱えられたとされるローマ人武士。架空の存在という指摘がある。

### ら行
- 六角義賢 - 織田信長の侵攻の前に敗れ所領を失った晩年に受洗。

### わ行
- 脇田直賢 - 李氏朝鮮出身の加賀前田氏の家臣。金沢町奉行。

## 遣欧使節

### 天正遣欧少年使節
- 伊東マンショ - 主席正使、大友宗麟の名代
- 千々石ミゲル - 正使、有馬晴信・大村純忠の名代
- 中浦ジュリアン - 副使
- 原マルティノ - 副使

### 慶長遣欧使節
- 支倉常長（ドン・フィリッポ・フランシスコ） - 伊達政宗家臣

## 日本に関連する聖人・福者
- フランシスコ・ザビエル - 1619年列福、1622年列聖
- 日本二十六聖人 - 1597年に殉教。1627年列福、1862年列聖（ピウス9世による）
  - パウロ三木、フランシスコ吉、ディエゴ喜斎など
- 日本205福者殉教者（英語版、ポーランド語版） - 元和の大殉教における殉教者55人を含め、1598年から1632年にかけて殉教した宣教師・司祭・信徒。1867年列福（ピウス9世による）。
  - カルロ・スピノラ（イタリア人宣教師）、ルイス・ソテロ（スペイン人宣教師）など。
- 聖トマス西と15殉教者 - 1633年から1637年にかけて殉教した宣教師・司祭・信徒。1981年列福、1987年列聖（ともにヨハネ・パウロ2世による）。
  - トマス西、長崎のマグダレナ、大村のマリナ、ロレンソ・ルイス（フィリピン人宣教師）など。
- ペトロ岐部と187殉教者 - 1603年から1639年にかけて殉教した司祭・信徒。2008年列福（ベネディクト16世による）
  - ペトロ岐部、中浦ジュリアン、ディオゴ結城、ガスパル西、メルキオール熊谷豊前守元直など
- 高山右近 - 2017年列福（フランシスコによる）

## その他
- ヤジロウ（パウロ・デ・サンタ・フェ） - ザビエルと知り合い、ゴアで洗礼を受ける。
- 明智珠（ガラシャ） - 細川忠興正室。明智光秀の三女。関ヶ原の戦いを前にして大阪城に入ることを求められたが、これを拒み、大坂の細川邸で家臣・小笠原少斎の手を借りて自害。
- 京極マリア（ドンナ・マリア） - 京極高吉正室
- 初 （常高院） - 京極高次正室。浅井長政・お市の方の次女。
- 豪姫 - 宇喜多秀家正室。前田利家・まつ（芳春院）の四女。
- 松東院（メンシア） - 大村純忠の娘、第2代平戸藩主松浦久信の妻。子に松浦隆信（宗陽）。
- ジュリアおたあ - 朝鮮出身。小西行長、後に徳川家康の侍女。
- 清原枝賢 - 公家。後に棄教。
- 曲直瀬道三
- ジュスタ - 大友義統妻
- 愛姫 - 伊達政宗正室
- 五郎八姫 - 松平忠輝正室。伊達政宗・愛姫の長女。
- 山浦光則 - 殉教者。元公家。伯母は上杉景勝の室・桂岩院。
- 前田利家 - 一説に「オーギュスチン」という洗礼名を持ったキリシタンであったといわれる。[要出典]
- 沼田麝香 - 細川藤孝(幽斎)の正室。細川ガラシャの義理の母。洗礼名は細川マリア。
- 佐々木ユキ - 佐々木小次郎の妻。
- 立野殿（カタリナ、堅野カタリナ、永俊尼） - 島津忠清の妻。
- 内藤ジュリア - 内藤如安の妹。
- 毛利マセンシア - 大友義鎮の九女。小早川秀包の妻。毛利元鎮の母。
- 村山等安
- 末次興善（コスメ） - 博多の豪商。肥前国平戸の出身[2] [1]。
- 末次政直 - 末次興善の次男。棄教。
- 後藤宗印（トメ）
- 高木作右衛門 - 棄教。
- 町田宗賀（ジョアン）
- 日比屋了珪（ディオゴ） - 堺の豪商。
- 日比屋了荷（ヴィセンテ） - 日比屋了珪の子。
- 日比屋モニカ - 日比屋了珪の娘。
- 田中勝介
- 平山常陳 - 平山常陳事件
- 伊賀マリア

## 江戸時代
- 後藤寿庵（ジョアン） - 伊達政宗家臣
- 岡本大八（パウロ） - 岡本大八事件
- 天草四郎時貞（ジェロニモ） - 島原の乱指導者。この乱は必ずしも純粋に宗教的なものでなく、農民一揆の側面も持っている。
- ジョバンニ・シドッチ - 日本に潜入して逮捕。新井白石の尋問を受ける。
- 長崎の信徒再発見 - 1865年
  - ベルナール・プティジャン - パリ外国宣教会司祭、大浦天主堂での信徒再発見の当事者。
- 浦上四番崩れ - 1867年、再び信仰を公にした隠れキリシタンたちが弾圧された事件。
  - 高木仙右衛門